# Kumbhanda

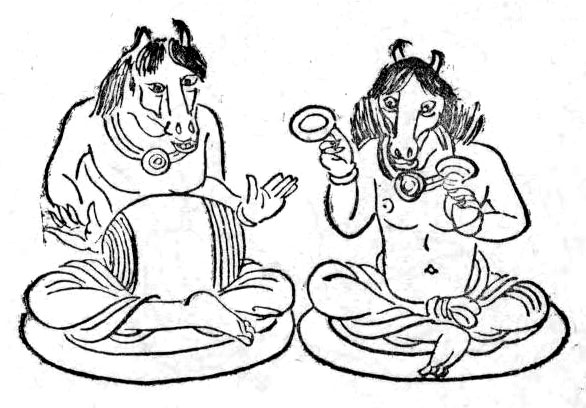
Un kumbhāṇḍa mâle (à gauche) et une Kumbhāṇḍakā femelle (à droite).

Un Kumbhāṇḍa (Sanskrit) ou Kumbhaṇḍa (Pāli) fait partie d'un groupe de nains, d'esprit déformé parmi les divinités mineures de la mythologie bouddhiste.
Kumbhāṇḍa était une forme dialectale pour la "gourde", de sorte qu'ils pourraient faire croire que leur nom ressemble à des gourdes d'une manière ou d'une autre, par exemple en ayant de gros estomac. Mais kumbhāṇḍa peut également être interprété comme "pot-egg"; puisque «l'oeuf» (aṇḍa) était un euphémisme commun pour le «testicule», on a imaginé les kumbhāṇḍas ayant des testicules «aussi gros que des pots».[pas clair]